# Methylergometrin
Methylergometrin (INN), auch Methylergonovin oder Methylergobasin genannt, ist ein Arzneistoff aus der Gruppe der Lysergsäureamide, der halbsynthetisch aus dem Mutterkornalkaloid Ergometrin hergestellt wird. Er wird in der Geburtshilfe zur Verminderung von Blutungen und zur Kontraktion der Gebärmutter (Uterus) während der Nachgeburtsperiode und im Wochenbett eingesetzt. Darüber hinaus ist diese Substanz der Hauptmetabolit des Migräneprophylaktikums Methysergid. Es wird als Tartrat und als Hydrogenmaleat verwendet.
Methylergometrin wurde 1941 von Sandoz, heute ein Teilkonzern des Pharmaunternehmens Novartis, patentiert und unter dem Handelsnamen Methergin als Arzneimittel im Markt eingeführt.

## Klinische Angaben

### Anwendungsgebiete
Methylergometrin wird in der Geburtshilfe vor allem zur Kontraktion des Uterus benutzt. Das Medikament darf erst nach dem Durchtritt des kindlichen Kopfs gegeben werden; es vermindert dann Uterusblutungen und fördert die Involution des Uterus im Wochenbett bei nicht stillenden Frauen. Eine weitere Indikation sind Blutungen nach einer Fehlgeburt.
Methylergometrin ist zwar auch oral wirksam, wird aber seit dem Bekanntwerden von Vergiftungszwischenfällen nach Medikationsfehlern in Deutschland nur noch parenteral (als intramuskuläre Injektion) angewendet.

### Gegenanzeigen
Methylergometrin-haltige Arzneimittel dürfen nicht angewendet werden:
- bei einer Überempfindlichkeit gegen Methylergometrinhydrogenmaleat oder sonstigen Mutterkornalkaloiden
- bei einer schweren arteriellen Hypertonie (Bluthochdruck)
- postpartal nach Präeklampsie und Eklampsie
- bei schweren Leber- und Nierenfunktionsstörungen – siehe auch hier
- bei ischämischen Gefäßerkrankungen
- bei einer Blutvergiftung (Sepsis)
- während der Schwangerschaft und Stillzeit
- bei gleichzeitiger Therapie mit Bromocriptin im Wochenbett[7]

### Besondere Patientengruppen

#### Eingeschränkte Nierenfunktion
Da der Qo-Wert von Methylergometrin hoch ist (Qo= 0,95), ist keine Dosisanpassung bei eingeschränkter Nierenfunktion notwendig. Bei vielen Arzneimitteln mit hohem Qo-Wert entstehen renal eliminierte Metaboliten, deren Aktivität nicht immer bekannt ist. Entsprechend ist bei schweren Einschränkungen der Nierenfunktion grundsätzlich Vorsicht geboten.

#### Schwangere
Es gibt klare Hinweise für Risiken des menschlichen Feten. Methylergometrin ist wegen seiner ausgeprägt uterotonischen Wirkung mit erhöhtem Risiko für Fehlgeburten oder vorzeitige Wehen in der Schwangerschaft absolut kontraindiziert. Eine versehentliche Anwendung während des ersten Trimenons rechtfertigt jedoch keinen risikobegründeten Schwangerschaftsabbruch.

#### Stillende
Methylergometrin tritt in die Muttermilch über. Es wurde vereinzelt über Intoxikationen bei gestillten Säuglingen berichtet, deren Mütter über mehrere Tage mit dem Arzneistoff behandelt worden sind. Eines oder mehrere der folgenden Symptome (und deren Abklingen nach Absetzen des Mittels) wurden beim Säugling beobachtet:
- erhöhter Blutdruck, Bradykardie oder Tachykardie
- Erbrechen, Durchfall, Unruhe, klonische Krämpfe[7]

Im Hinblick auf mögliche unerwünschte Wirkungen beim Kind, wird eine Anwendung während der Stillzeit nicht empfohlen. Als Mittel der 2. Wahl dient Methylergometrin, wenn andere uteruskontrahierende Substanzen wie Oxytocin, Prostaglandine oder deren Derivate unwirksam oder kontraindiziert sind.

### Unerwünschte Wirkungen
Mögliche, Dosisabhängige unerwünschte Arzneimittelwirkungen sind:
- Nausea (Übelkeit) und Erbrechen, Blutdrucksteigerung, Schwindel, Schweißausbruch,
- Kopfschmerz, Tachykardie, Bradykardie, Uteruskontraktionsschmerz, Hypogalaktie (verminderte Stillleistung)[7]

## Pharmakologische Eigenschaften
Methylergometrin wirkt als ein hochaktives und spezifisches Uterotonikum über Serotonin-Rezeptoren vom Subtyp 5-HT2A auf die glatte Muskulatur der Gebärmutter. Es erhöht den Grundtonus, die Frequenz und die Amplitude der rhythmischen Muskelkontraktionen. Bei höheren Dosierungen besteht die Gefahr von Dauerkontraktionen. Daher ist Methylergometrin während der Geburtsperiode kontraindiziert.

## Handelsnamen
Methergin